# نظرية النظم التحريكية

يُعد نظام لورينتز مثالاً لنظام تحريكي غير خطي. ودراسة هذا النظام أفسحت المجال لظهور نظرية الشواش.

نظرية النظم التحريكية هي جزء من علم الرياضيات تُستخدم لوصف سلوك النظم التحريكية المركبة، وعادةً يكون ذلك من خلال استخدام معادلات تفاضلية أو معادلات فرق. وعند استخدام المعادلات التفاضلية، تُسمى النظرية باسم النظم التحريكية المتواصلة، أما عند استخدام معادلات الفرق فتُسمى النظرية بـالنظم التحريكية المنفصلة. عندما يحدث متغير زمني في مجموعة منفصلة عند بعض الفترات ومتواصلة عند فترات أخرى أو عند أي مجموعة زمنية تقديرية مثل مجموعة كانتور، فنحصل حينها على معادلات حركية على مقاييس زمنية. وربما تصوغ مؤثرات مختلطة بعض المواقف ومن أمثلة هذه المؤثرات المعادلات التفاضلية-الفرقية.
تتعامل النظرية مع السلوك الكيفي طويل المدى للنظم التحريكية وكذلك دراسات حلول معادلات الحركة للنظم والتي هي في الأساس ذات طبيعة ميكانيكية، على الرغم من أن هذا يشتمل على كلٍ من المدارات الكوكبية إضافةً إلى سلوك الدوائر الإلكترونية وحلول للمعادلات التفاضلية الجزئية والتي تظهر في علم الأحياء. وينصب تركيز الكثير من الأبحاث الحديثة حول دراسة نظم الشواش.
ويُطلق على هذا الحقل من الدراسة بالضبط اسم النظم التحريكية, أو نظرية النظم أو بشكلٍ أطول نظرية النظم التحريكية الرياضية والنظرية الرياضية للنظم التحريكية.

## لمحة عامة
تتعامل نظرية النظم التحريكية ونظرية الشواش مع السلوك الكيفي طويل المدى للنظم التحريكية، وما هو مُثار في هذه المقالة ليس محاولة إيجاد حلول للمعادلات المُعرِّفة للنظام التحريكي (وهو الأمر الميؤوس منه غالبًا), بل للإجابة عن أسئلة مثل «هل سيستقر النظام عند مرحلة ثابتة على المدى الطويل، وإذا حدث ذلك، ما هي مراحل الثبات الممكنة؟», أو «هل يعتمد السلوك طويل المدى للنظام على حالته الأولية؟»
ويُمثِّل وصف النقاط الثابتة أو مراحل الثبات لنظام تحريكي مُعين هدفًا هامًا، حيث إن هذه النقاط أو المراحل هي قيم المتغير والتي لن تتغير بمرور الوقت. وتُعد بعض هذه النقاط الثابتة جذابة, بمعنى أنه إذا بدأ النظام في مرحلة مجاورة، سيتلاقى باتجاه النقطة الثابتة.
وعلى نحوٍ مماثل، نهتم كذلك بـالنقاط المتكررة, وهي مراحل النظام التي تكرر نفسها بعد عدة خطوات زمنية. ويمكن للنقاط المتكررة أيضًا أن تكون جذابة. وتُعتبر مبرهنة ساركوفسكي عرضًا شيقًا حول عدد النقاط الثابتة لنظام تحريكي منفصل أحادي البُعد.
حتى أن النظم التحريكية غير الخطية البسيطة غالبًا ما تعرض سلوكًا عشوائيًا تقريبًا وغير متوقع بالمرة أُطلق عليه الشواش. أما فرع النظم التحريكية الذي يتعامل مع التعريف الكامل للشواش والبحث فيه فيُطلق عليه اسم نظرية الشواش.